# Alexandria (Jamajka)
Alexandria – miasto na Jamajce wchodzące w skład regionu Saint Ann. Według spisu ludności z 1991 roku miasto zamieszkiwało 1 672 osoby. Według szacowanych danych na rok 2010 w miejscowości mieszka 1 957 osób.